# Cristianópolis
Cristianópolis é um município brasileiro do estado de Goiás. Sua população segundo o censo demográfico do IBGE em 2022 é de 3504 habitantes.

## História
Cristianópolis recebeu status de município pela lei estadual nº 739 de 23 de junho de 1953.
Santa Cruz de Goiás, cidade centenária a 30 km de Cristianópolis, no 
início do século XX, foi o palco do acontecimento que chamamos de 
inicial do surgimento de Cristianópolis. Cidade eminentemente católica, 
Santa Cruz, recebe missionários da fé protestante, entre eles Ricardo 
José do Valle, começando neste momento a evidenciar-se o conflito 
ideológico que coloca em combate um dos valores mais cotidianos 
existentes na sociedade brasileira da época: a religião.
O ministro evangélico Ricardo José do Valle havia saído do Rio de 
Janeiro em meados de 1905, com destino a Goiás, tendo estado 
inicialmente em Catalão e posteriormente indo residir em Santa Cruz. Teve a participação muito importante do Sr. Antonio Leonel da Silveira, no início da povoação da cidade. Também vindo de Santa Cruz, com sua esposa a Sra Maria Prego Leonel, se instalaram no povoado e foram pilares na divulgação da fé cristã na região.
Os católicos contavam no momento com a força da tradição, que é fruto
da época em que a religião (católica, no caso) era atrelada ao governo,
isso na época do Império, sendo a liberdade religiosa somente possível 
com a proclamação da República. Porém esta liberdade religiosa, assim 
como várias outras coisas, inclusive a própria República, demoraram 
muito para se tornar notícia, e mais ainda realidade, nas porções mais 
distantes dos principais centros urbanos (litorâneos) do país, porções 
estas onde ainda hoje o poder é exercido conforme interesses pessoais.
Os depoimentos contam que os protestantes, que ali encontraram 
público fervoroso para suas pregações, agrediram a crença católica 
quebrando uma imagem em dia de procissão de festa do padroeiro da 
cidade. É sabido que as imagens de santos tem valor negativo para a 
crença protestante, enquanto para a crença católica não. Este fato leva 
os católicos a uma perseguição armada aos protestantes, que fogem da 
cidade.
Paralelamente a estes acontecimentos, os protestantes em suas missões
alcançam a fazenda de José Pereira Faustino, que adere à crença, junto a
outros vizinhos e parentes. Sabendo-se que na cidade vizinha havia uma 
comunidade em fase de consolidação no protestantismo, inicia-se um 
processo de estreitamento de relações entre o fazendeiro e a comunidade 
protestante de Santa Cruz. Percebendo as dificuldades desta comunidade 
na cidade, José Pereira Faustino doa, em 1906, à Igreja Cristã 
Evangélica quatro alqueires de terra, próximo a um córrego chamado 
Gameleirinha, no município de Santa Cruz. Neste sítio inicia-se a 
povoação de Cristianópolis, chamado naquele momento de Vila Gameleira.
A denominação de Cristianópolis aconteceu em 1927, a pedido do 
senador Alfredo Teixeira, denominação dada devido à maioria de seus 
habitantes serem evangélicos.

## Economia
A economia do município fundamenta-se principalmente na agropecuária.

## Administração
- Prefeito:Juliana Costa

## Esportes
Desde o fim da década de 90 até os dias de hoje, disputa-se um ja tradicional torneio de futsal no mes de julho, com participaçao de várias equipes da cidade e de cidades vizinhas como Bela vista, Piracanjuba, São Miguel do Passa Quatro, Santa Cruz de Goias, Piracanjuba, Palmelo, Urutai, Pires de Rio, a qualidade do torneio cresce a cada dia.

## Religião

### Censo de 2010
Religiões em Cristianópolis (2010)
Segundo o Censo do Instituto Brasileiro de Geografia e Estatística (IBGE), em 2010 39,66%   da população do município era evangélica, 37,17% eram católicos romanos,  13,74% não tinha religião, e 7,84% eram de outras religiões cristãs, 1,12% não tinha religião determinada e múltiplo pertencimento e 0,47% outras religiões.
Cristianópolis foi um dos três municípios de Goiás em que o Protestantismo foi maior religião no Censo de 2010, juntamente com Palestina de Goiás e Guaraíta (onde o protestantismo é também a religião majoritária).
Dentre as denominações protestantes em Palestina de Goiás, a maioria da população é pentecostal, cerca de 29,02% e 10,4% não determinaram denominação.
As Assembleias de Deus eram o maior grupo pentecostal, com 13,16% da população, seguida pela Congregação Cristã no Brasil com 3,24% e Igreja Universal do Reino de Deus com 2,35% 

### Censo de 2022
Religiões em Cristianópolis (2022)
Na divulgação dos resultados preliminares, do Censo de 2022, o IBGE informou que a população de Cristianópolis era composta, no ano da realização do Censo, por: 47,6% protestantes, 33,58% de católicos romanos, 7,62% sem religião, 2,43% religiões afro-brasileiras, 0,67% espírita e 8,1% de outras religiões.
Neste ano, Cristianópolis foi uma das 244 cidades brasileiras onde o Protestantismo era a maior religião.

## Filhos ilustres
- Iris Rezende (político, 1933-2021)
- Marília Mendonça (cantora, compositora e instrumentista, 1995-2021)